# Татровский повет
Татровский повет (пол. Powiat tatrzański) — повет (район) в Польше, входит как административная единица в Малопольское воеводство. Центр повета — город Закопане. Занимает площадь 471,62 км². Население — 65 362 человека (на 2005 год).
Состав повята:
- города: Закопане
- городские гмины: Закопане
- сельские гмины: Гмина Бялы-Дунаец, Гмина Буковина-Татшаньска, Гмина Косцелиско, Гмина Поронин

## Демография
Население повета дано на 2005 год.
| Перепись            | Всего  | Всего | Женщины | Женщины | Мужчины | Мужчины |
| ------------------- | ------ | ----- | ------- | ------- | ------- | ------- |
|                     | чел.   | %     | чел.    | %       | чел.    | %       |
| Всего               | 65 362 | 100   | 34 100  | 52,2    | 31 262  | 47,8    |
| Городское население | 27 647 | 100   | 15 005  | 54,3    | 12 642  | 45,7    |
| Сельское население  | 37 715 | 100   | 19 095  | 50,6    | 18 620  | 49,4    |